# Меликова, Ширин Яшар кызы
Ширин Яшар кызы Меликова (азерб. Şirin Yaşar qızı Məlikova) — азербайджанский искусствовед, директор Азербайджанского национального музея искусств, директор Азербайджанского национального музея ковра(2016-2023), председатель азербайджанского комитета Международного совета музеев (ICOM), доцент, доктор философии в области искусствоведения, заслуженный работник культуры Азербайджанской Республики (2018).

## Образование
В 1999 году Ширин Меликова с отличием окончила факультет искусствоведения Азербайджанского государственного университета культуры и искусства. В 2001 году с отличием окончила в Азербайджанскую государственную академию художеств, получив диплом магистра  в области истории и теории изобразительного искусства. В 2007 году защитила диссертацию на тему «Азербайджанская художественная вышивка XIV—XVIII веков» в Институте архитектуры и искусства НАНА. Является доктором философии в области искусствоведения.

## Трудовая деятельность
В 2008—2012 годы работала преподавателем кафедры искусствоведения Азербайджанского государственного университета культуры и искусства, с 2012 года — старшим преподавателем кафедры истории искусства Азербайджанской государственной академии художеств. В 2019 году получила звание доцента.
С 2011 года, будучи экспертом в области искусства Фонда Гейдара Алиева, являлась одним из организаторов ряда международных выставок и фестивалей, как в Азербайджане, так и за рубежом.
С 2016 года являлась директором Азербайджанского национального музея ковра. Под её руководством завязываются прочные связи музея с рядом зарубежных музеев и организаций, осуществляются совместные проекты, обмен выставками, обогащение коллекций музея и популяризация их во всем мире, а также проводится широкомасштабная работа в социальной сфере. Публикуются посвященные музейным коллекциям книги, буклеты и открытки на разных языках. Ширин Меликова читает лекции об Азербайджанском национальном музее ковра в ведущих текстильных музеях и на международных конференциях.
Под её руководством была подготовлена новая стратегия по собиранию коллекций. Таким образом, впервые в практике музея для обогащения его фонда у известных аукционных домов (Австрийская аукционная компания, «Сотбис», «Кристис») были приобретены редкие и ценные произведения искусства. Кроме того, различными организациями и частными лицами музею были преподнесены в дар ценные образцы искусства. Среди них ковры «Хатаи» и «Нахчыван» XVII века, ширванская вышивка XVIII века, подаренные музею фондом Гейдара Алиева, ковер «Гаджигаиб» XIX века, подаренный итальянским коллекционером Мирко Каттаи, приобретенные музеем ковры «Шамахы» XVII века, «Сырт-чичи» XIX века, ковры «Хиля-бута», ювелирные подвески XIX века.
По инициативе Ширин Меликовой специалистами отдела традиционных технологий музея были возрождены и сейчас преподаются на мастер-классах техники ворсового и двустороннего плетения.
С 2019 года по её инициативе экспозиция музея была адаптирована для людей с ограниченными возможностями зрения, слуха и передвижения. Для этого, в частности, была применена особая технология, сочетающая в себе ворсовую и безворсовую техники, позволяющая тактильным способом определять форму и структуру орнамента. Каждый экспонат сопровождается информационным текстом шрифтом Брайля, аудиозаписью и сурдопереводом. Проект «Музей без границ» был высоко оценен ICOM Канады, Интерком, NEMO, CAMOC, Государственным Эрмитажем, MUSEUM BOOSTER (Австрия), Университетом Порту (Португалия).
По инициативе Ширин Меликовой в музее была реализована волонтерская программа и проведены мастер-классы зарубежных экспертов для подготовки новых кадров в музейном деле.
В годы её руководства музеем были подписаны протоколы о сотрудничестве и осуществлены совместные проекты со многими зарубежными музеями, среди которых можно отметить Лувр, Государственный Эрмитаж, Музей турецкого и исламского искусства.
15 июля 2019 года особым распоряжением Кабинета министров Азербайджана Азербайджанский музей ковра получил статус национального музея.
С 2016 года Ширин Меликова является председателем азербайджанского комитета Международного совета музеев (ICOM). В период ее руководства в Баку был проведен ряд ежегодных конференций международных комитетов ICOM.
На 25-й Генеральной конференции Международного совета музеев (ICOM), состоявшейся в Киото 1-7 сентября 2019 года, Ширин Меликова, как председатель Национального комитета ICOM Азербайджана, была избрана для проведения часовой менторской лекции, где поделилась с молодыми членами ИКОМ своим профессиональным опытом.
Ширин Меликова является автором более 20 отечественных и международных изданий.

## Награды
- Кавалер ордена искусств и литературы (2022 год, Франция)[6].
- Заслуженный работник культуры Азербайджана (27 мая 2018 года) — за заслуги в развитии азербайджанской культуры[7].
- Премия «Хумай» (2022 год)[8].